# Alexander Lascelles
Alexander Edgar Lascelles, vizconde Lascelles (13 de mayo de 1980), conocido como "Orly", es un chef británico, y el tercer hijo y segundo varón de David Lascelles, VIII conde de Harewood y su mujer Margaret Messenger. Es descendiente directo de Jorge V y ocupa un puesto en la línea de sucesión al trono británico. Es el heredero aparente al condado de Harewood, ya que su hermano mayor nació antes de que sus padres se casaran.

## Vida personal
Lascelles se casó en los Royal Botanic Gardens, Kew el 18 de agosto de 2017, Annika Reed (n. 1984), la hija de William J. Reed, un artista quien es profesor en Dulwich College, Londres. Tienen una hija, Ivy Lascelles, nacida en octubre de 2018.
Tiene otro hijo - Leo Cyrus Anthony Lascelles (nacido el 22 de marzo de 2008), pero debido a que nació fuera del matrimonio, no puede suceder a su padre ni ocupar un puesto en la línea de sucesión al trono británico.

## Sucesión
| Precedido por: David Lascelles | Línea de sucesión al trono Británico 62º. | Sucesor: Ivy Lascelles |